# Aleksandr Vassiounov
Aleksandr Sergueïevitch Vassiounov - en russe : Александр Сергеевич Васюнов et en anglais : Alexander Vasyunov - (né le 22 avril 1988 à Iaroslavl en URSS - mort le 7 septembre 2011 à Iaroslavl en Russie) est un joueur professionnel russe de hockey sur glace.

## Biographie

### Carrière en club
Formé au Lokomotiv Iaroslavl, il est choisi en 2006 au cours du repêchage d'entrée dans la Ligue nationale de hockey par les Devils du New Jersey en 2e ronde, en 58e position. Il part en Amérique du Nord en 2008. Il est assigné aux Devils de Lowell dans la Ligue américaine de hockey. Le 23 octobre 2010, il joue sa première partie dans la LNH avec les Devils contre les Sabres de Buffalo.
Le 7 septembre 2011, il meurt dans l'accident de l'avion transportant le Lokomotiv Iaroslavl à destination de Minsk en Biélorussie. L'avion de ligne de type Yakovlev Yak-42 se crashe peu après son décollage de l'aéroport Tounochna de Iaroslavl, faisant 44 morts parmi les 45 occupants,. Il est enterré au cimetière Saint-Léonce de Iaroslavl.

### Carrière internationale
Il a représenté la Russie en sélections jeunes. Il prend part au Défi ADT Canada-Russie en 2007.

## Statistiques en carrière
| Saison              | Équipe                | Ligue               |     | Saison régulière | Saison régulière | Saison régulière | Saison régulière | Saison régulière |   | Séries éliminatoires | Séries éliminatoires | Séries éliminatoires | Séries éliminatoires | Séries éliminatoires |
| Saison              | Équipe                | Ligue               | PJ  | B                | A                | Pts              | Pun              | PJ               | B | A                    | Pts                  | Pun                  |                      |                      |
| 2004-2005           | Lokomotiv Iaroslavl 2 | Pervaïa Liga        | 28  | 10               | 2                | 12               | 6                | -                | - | -                    | -                    | -                    |                      |                      |
| 2005-2006           | Lokomotiv Iaroslavl 2 | Pervaïa Liga        | 29  | 29               | 6                | 35               | 14               | -                | - | -                    | -                    | -                    |                      |                      |
| 2005-2006           | Lokomotiv Iaroslavl   | Superliga           | 2   | 0                | 0                | 0                | 2                | -                | - | -                    | -                    | -                    |                      |                      |
| 2006-2007           | Lokomotiv Iaroslavl   | Superliga           | 17  | 0                | 0                | 0                | 4                | -                | - | -                    | -                    | -                    |                      |                      |
| 2006-2007           | Lokomotiv Iaroslavl 2 | Pervaïa Liga        | 34  | 17               | 9                | 26               | 56               | -                | - | -                    | -                    | -                    |                      |                      |
| 2007-2008           | Lokomotiv Iaroslavl   | Superliga           | 22  | 4                | 0                | 4                | 4                | 16               | 2 | 0                    | 2                    | 2                    |                      |                      |
| 2007-2008           | Lokomotiv Iaroslavl 2 | Pervaïa Liga        | 2   | 1                | 1                | 2                | 0                | -                | - | -                    | -                    | -                    |                      |                      |
| 2008-2009           | Lokomotiv Iaroslavl   | KHL                 | 2   | 0                | 0                | 0                | 0                | -                | - | -                    | -                    | -                    |                      |                      |
| 2008-2009           | Devils de Lowell      | LAH                 | 69  | 15               | 13               | 28               | 12               | -                | - | -                    | -                    | -                    |                      |                      |
| 2009-2010           | Devils de Lowell      | LAH                 | 68  | 16               | 22               | 38               | 10               | 5                | 2 | 2                    | 4                    | 0                    |                      |                      |
| 2010-2011           | Devils d'Albany       | LAH                 | 50  | 8                | 17               | 25               | 11               | -                | - | -                    | -                    | -                    |                      |                      |
| 2010-2011           | Devils du New Jersey  | LNH                 | 18  | 1                | 4                | 5                | 0                | -                | - | -                    | -                    | -                    |                      |                      |
| Totaux LAH          | Totaux LAH            | Totaux LAH          | 187 | 39               | 52               | 91               | 33               | 5                | 2 | 2                    | 4                    | 0                    |                      |                      |
| Totaux Superliga    | Totaux Superliga      | Totaux Superliga    | 41  | 4                | 0                | 4                | 10               | 16               | 2 | 0                    | 2                    | 2                    |                      |                      |
| Totaux Pervaïa Liga | Totaux Pervaïa Liga   | Totaux Pervaïa Liga | 93  | 57               | 18               | 75               | 76               | -                | - | -                    | -                    | -                    |                      |                      |

| Année | Équipe         | Compétition                         |   | PJ | B | A | Pts | Pun               |  | Résultat |
| 2006  | Russie -18 ans | Championnat du monde junior -18 ans | 6 | 2  | 2 | 4 | 6   | 5e position       |  |          |
| 2007  | Russie -20 ans | Championnat du monde junior         | 6 | 2  | 0 | 2 | 2   | Médaille d'argent |  |          |